# Stabat Mater (Szymanowski)
Pour les articles homonymes, voir Stabat Mater (homonymie).

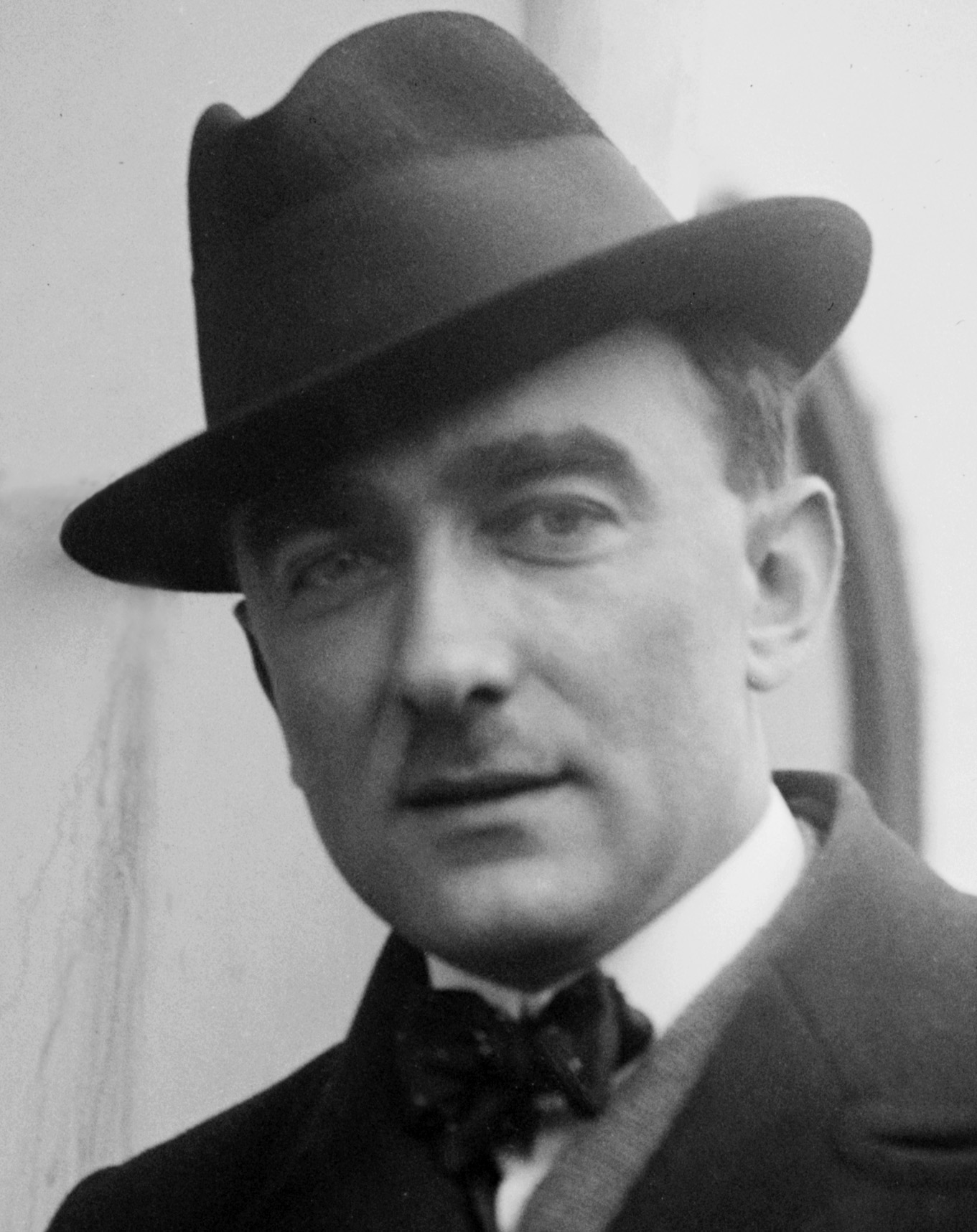
Portrait de Stabat Mater

Le Stabat Mater op. 53 est une œuvre de Karol Szymanowski écrite en 1925-1926 pour soprano, alto et baryton, chœurs et orchestre.

## Structure
L'œuvre utilise la traduction polonaise de Czesław Jankowski (pl) (1865-1935) de l'hymne marial (Stabat Mater). Les 20 strophes sont réparties en six mouvements.
1. Stała Matka bolejąca.. (Stabat mater dolorosa) pour soprano, chœurs et orchestre (strophes 1 à 4)
2. I któż widział tak cierpiącą.. (Quis est homo qui non fleret) pour baryton, chœurs et orchestre (strophes 5 à 8)
3. O Matko Źródło Wszechmiłości.. (O, Eia, Mater, fons amoris) pour soprano, alto, chœurs et orchestre (strophes 9 à 12)
4. Spraw niech płaczę z Tobą razem.. (Fac me tecum pie flere) pour soprano, alto, chœurs a cappella (strophes 13 et 14)
5. Panno słodka racz mozołem.. (Virgo virginum praeclara) pour baryton, chœurs et orchestre (strophes 15 à 18)
6. Chrystus niech mi będzie grodem.. (Christe, cum sit hinc exire) pour soprano, alto, baryton, chœur et orchestre (strophes 19 et 20)

Il s'agit de la première composition de Szymanowski reposant sur un texte liturgique. Elle a été écrite durant la période nationaliste tardive du musicien (1922-1937), caractérisée par l'utilisation de rythmes et de mélodies polonaises. Au retour de son voyage à Zakopane en 1922, Szymanowski écrivit, à propos de la musique traditionnelle polonaise : "[celle-ci] est rendue vivante par sa proximité avec la nature, par sa force, par l'expression de sentiments directs, par sa pureté raciale" . L'association d'éléments musicaux polonais avec le texte liturgique du Stabat Mater est unique, témoignant d'une réflexion du compositeur sur ses convictions nationalistes.
Elle a été écrite pour soprano, alto, baryton, chœurs et orchestre (flûtes, hautbois, clarinettes, bassons, par deux, quatre cors, deux trompettes, percussions, harpe, cordes et orgue). Son exécution demande un peu moins d'une demi-heure.

## Genèse
L'œuvre est initialement une commande de 1924 de la Princesse Edmond de Polignac (1890-1927) qui demandait « une pièce pour solistes, chœurs et orchestre (avec peut-être des textes en polonais – une sorte de requiem polonais ». Teresa Chylińska a indiqué certaines intentions de Szymanowski pour l'œuvre: « Une sorte de requiem paysan – quelque chose de rural et ecclésiastique, naïf dans la foi, une espèce de prière pour les âmes – un mélange de religion pour simples d'esprit, de paganisme et de réalisme paysan austère ». Szymanowski et la princesse de Polignac se perdent de vue et la commande n'est plus d'actualité. Elle est remise à l'ordre du jour quelques mois plus tard lorsqu'un industriel de Varsovie, Bronisław Krystall, fait une commande à Szymanowski pour une œuvre à la mémoire de sa dernière femme. De plus, la nièce du musicien, Alusia Bartoszewiczówna, décède en janvier 1925. Il tente alors de consoler sa sœur, songeant à dédicacer son œuvre à la mère chagrinée. Des circonstances extérieures ont également motivé son écriture, probablement d'ordre pécuniaire, même s'il n'existe pas de preuve de paiement pour son Stabat Mater.
La création en a été faite le 11 janvier 1929 à Varsovie sous la direction de Grzegorz Fitelberg. L'œuvre a été publiée aux éditions Universal en Autriche.

## Le texte
Szymanowski a choisi la traduction polonaise de Czesław Jankowski (1865-1935) du texte du Stabat Mater. Le texte original, en latin, du XIIIe siècle est dramatique dans son essence, celui de Jankowski beaucoup plus cru. Kornel Michałowski indique que le choix du compositeur résulte de la « naïveté de la version polonaise, son inhabituelle simplicité primitive presque populaire ».

## Influences de la musique ancienne
La composition de son Stabat Mater et contemporaine de l'étude, par Szymanowski, des musiques anciennes, incluant celles du temps de Palestrina et antérieures et celles des vieux chants religieux polonais. L'influence est visible sur plusieurs caractéristiques : mouvements parallèles entre les voix, organisation modale ou utilisation de rythme particulièrement structuré (ostinato). Szymanowski a repris également deux thèmes mélodiques issus d'hymnes polonais : Święty Boże (Dieu sacré) et Gorzkie żale (tristesse amère).

## Musique traditionnelle
Influencé par des compositeurs comme Igor Stravinsky ou Bela Bartók, Szymanowski commence à incorporer des thèmes de musique traditionnelle dans ses compositions durant sa période nationaliste (1922-1937). Dans les années précédents la composition de son Stabat Mater, le musicien a colligé dans un carnet des mélodies qu'il a écoutées durant ses visites de la région de Tatra, inspirant plusieurs de ses compositions ultérieures. Il a utilisé notamment, dans le Stabat Mater un mode, dit podhalean, version modifiée du mode lydien.